# Valcobero
Valcobero es una localidad de la provincia de Palencia, perteneciente al municipio de Velilla del Río Carrión, situada en la comarca Montaña Palentina, que se encontraba deshabitada desde los años 1970 hasta 2009. Desde ese año cuenta con algunos vecinos censados.

## Contexto geográfico

### Ubicación
Situado a 1.302 m s. n. m. junto al pantano de Compuerto, el acceso a Valcobero se realiza a través de una carretera (asfaltada en 2009) de unos 4 km a la que se accede desde la carretera que lleva a la presa del citado embalse, la cual se toma desde la P-215. En este tramo, la carretera es muy estrecha (3 metros de ancho) por lo que se debe tener mucha prudencia. Hay zonas donde no hay "quitamiedos" por lo que hay que tener mucho cuidado si viene algún coche de frente. Su distancia a la cabecera del municipio es de 8 km.
Valcobero se encuentra emplazado dentro del parque natural Montaña Palentina, en una zona con abundantes recursos hidrológicos, ya que vierte al embalse los arroyos de Valcobero y El Hornillo.

### Fauna
Esta situación hace que la zona tenga presencia constante de la fauna autóctona: lobos, venados, corzos e incluso osos.

## Demografía
Evolución de la población en el siglo XXI
| Gráfica de evolución demográfica de Valcobero entre 2000 y 2020    |
|                                                                    |
| Población de derecho (2000-2020) según el padrón municipal del INE |

## Contexto histórico

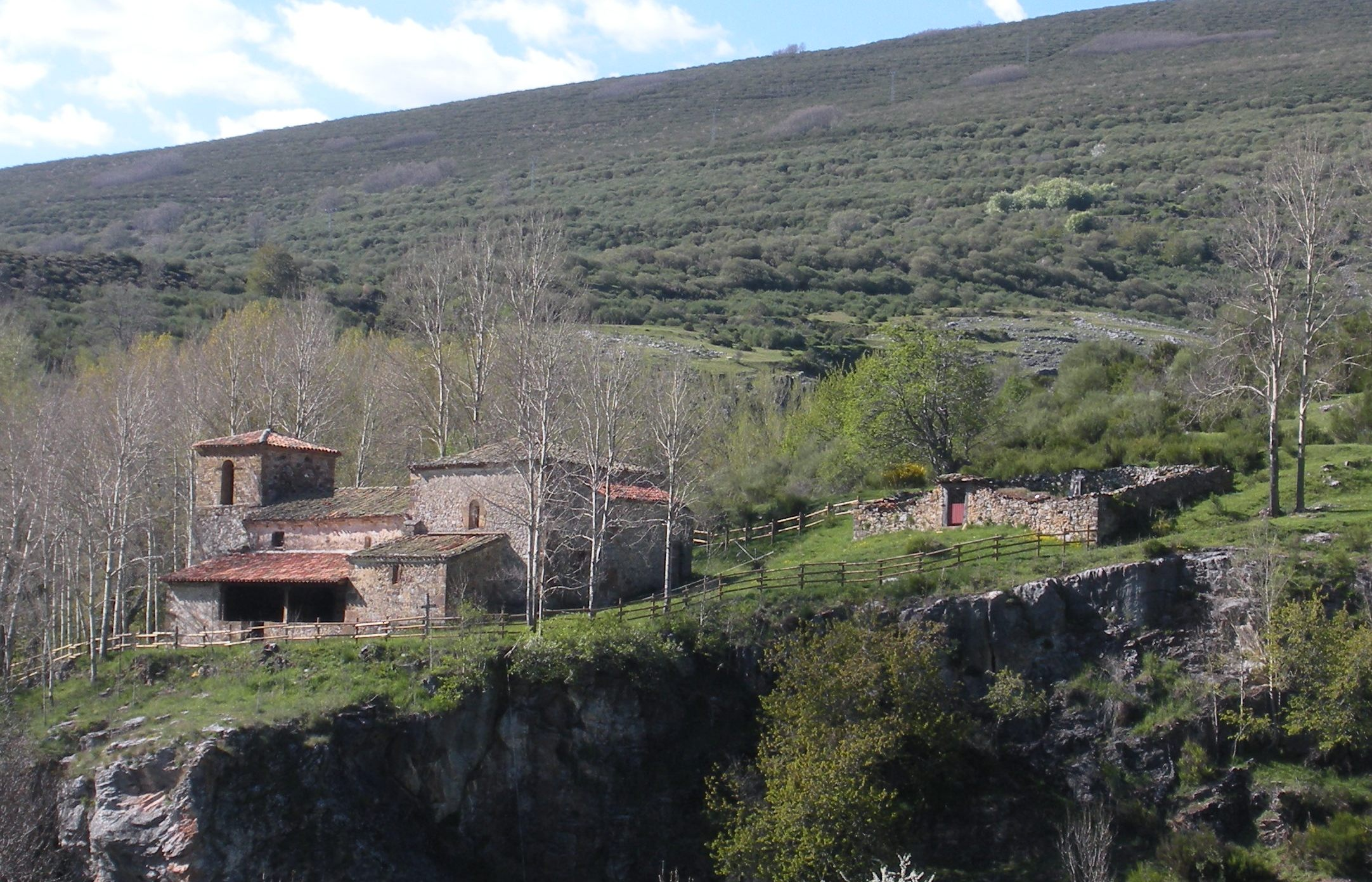
Iglesia de San Lorenzo y cementerio de Valcobero, situados en un promontorio sobre el pueblo.

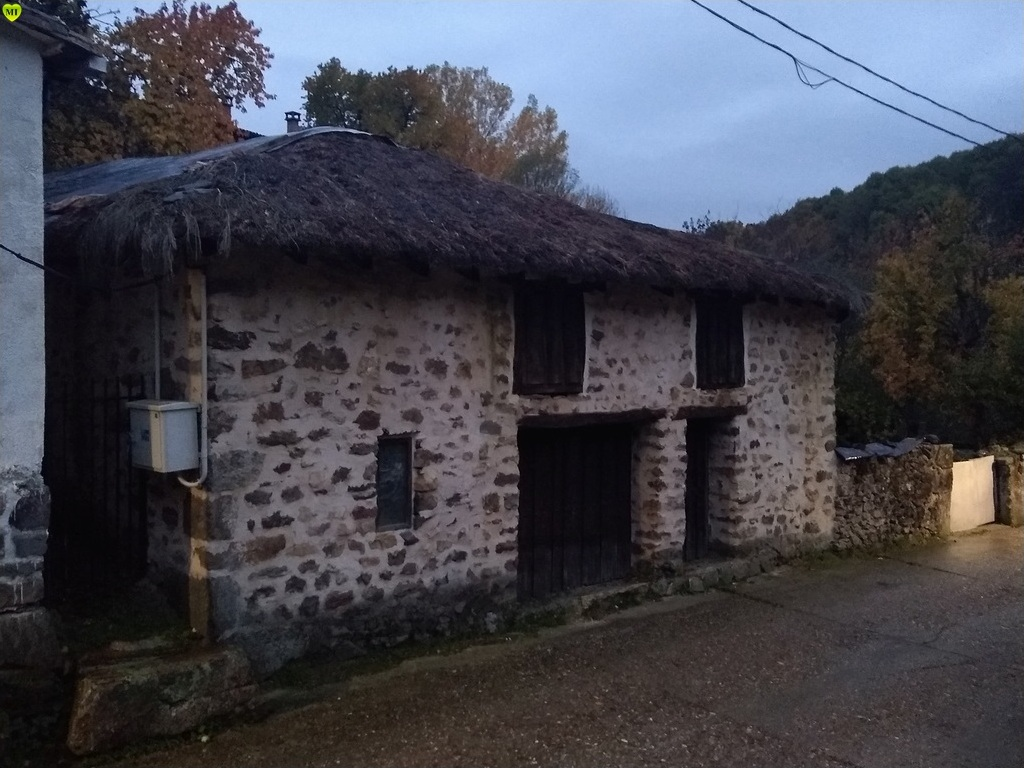
La Benina, una casa tradicional con techo de paja.

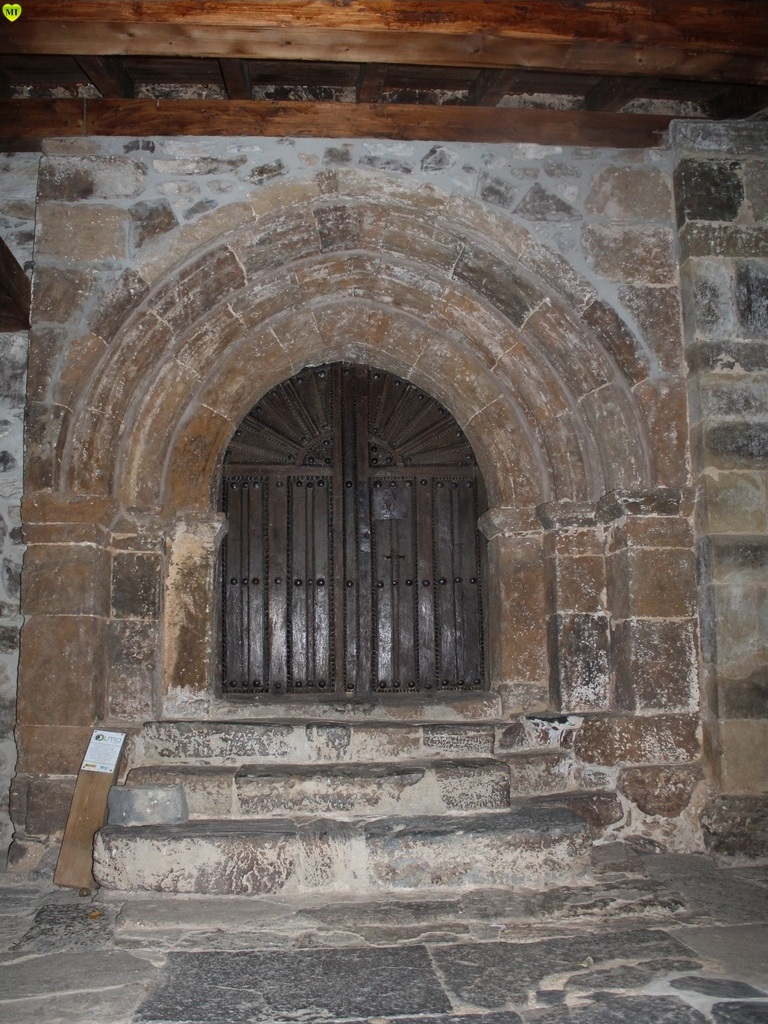
Portada de la iglesia de San Lorenzo.

A la caída del Antiguo Régimen la localidad se constituye en municipio constitucional, conocido entonces como Valcobero y que en el censo de 1842 contaba con 30 hogares y 156 vecinos, para posteriormente integrarse en Otero de Guardo.
En noviembre de 1971 se disolvió la Junta Vecinal de Valcobero. En 1974 el municipio de Otero de Guardo se integró en el municipio de Velilla del Río Carrión.
El suceso de mayor trascendencia en el pueblo fue la llegada en agosto de 1869 de un grupo de carlistas que huían de la Guardia Civil, que los apresó y fusiló junto al cementerio, encontrándose entre ellos Pedro Balanzategui, que había sido oficial del ejército y alcalde de León.
Fue un pueblo tradicionalmente agrícola y ganadero, donde también tuvieron cierta importancia sus tejidos de lana.
El desarrollo de la industria (sobre todo la minería del carbón) en las localidades de Velilla del Río Carrión y Guardo provocó el paulatino traslado de sus vecinos a estos municipios, pasando a pertenecer en 1971 al ayuntamiento de Otero de Guardo, y posteriormente al de Velilla, quedando deshabitado en los años 70.

## Patrimonio
- Iglesia de San Lorenzo: Templo parroquial bajo la advocación de San Lorenzo. En su interior se encontraba una pila bautismal románica del siglo XIII, de una gran importancia iconográfica y artística, que fue trasladada para su exposición al Museo Diocesano de Palencia.[9] Esta pila, por similitudes tanto iconográficas, como de estilo, está relacionada con las pilas bautismales de las iglesias de San Juan Bautista en Respenda de Aguilar, la de Cantoral de la Peña o la de Rebanal de las Llantas. Muestras todas ellas de la actividad de escultores locales en una fase disolutiva dentro del estilo románico que podemos fechar entrado ya el siglo XIII. La pila bautismal fue utilizada en el sello de la serie dedicada a la Navidad y emitida el 12 de octubre de 1974.
- Casas con tejado de brezo: Aún queda algún vestigio de la arquitectura tradicional de la zona a base de muros de mampostería sin trabar y techo de brezo o de colmo.

## Festividades
- El 10 de agosto es la festividad de San Lorenzo patrón de Valcobero
- El primer domingo de septiembre se celebra la romería del Cristo Sierra, con la tradicional caldereta.